# 刘厝祠
刘厝祠，位于中国广东省潮州市饶平县海山镇，为饶平县文物保护单位，类型为古建筑，公布时间为1993年11月。
刘厝祠的历史年代为1937。